# Façadisme

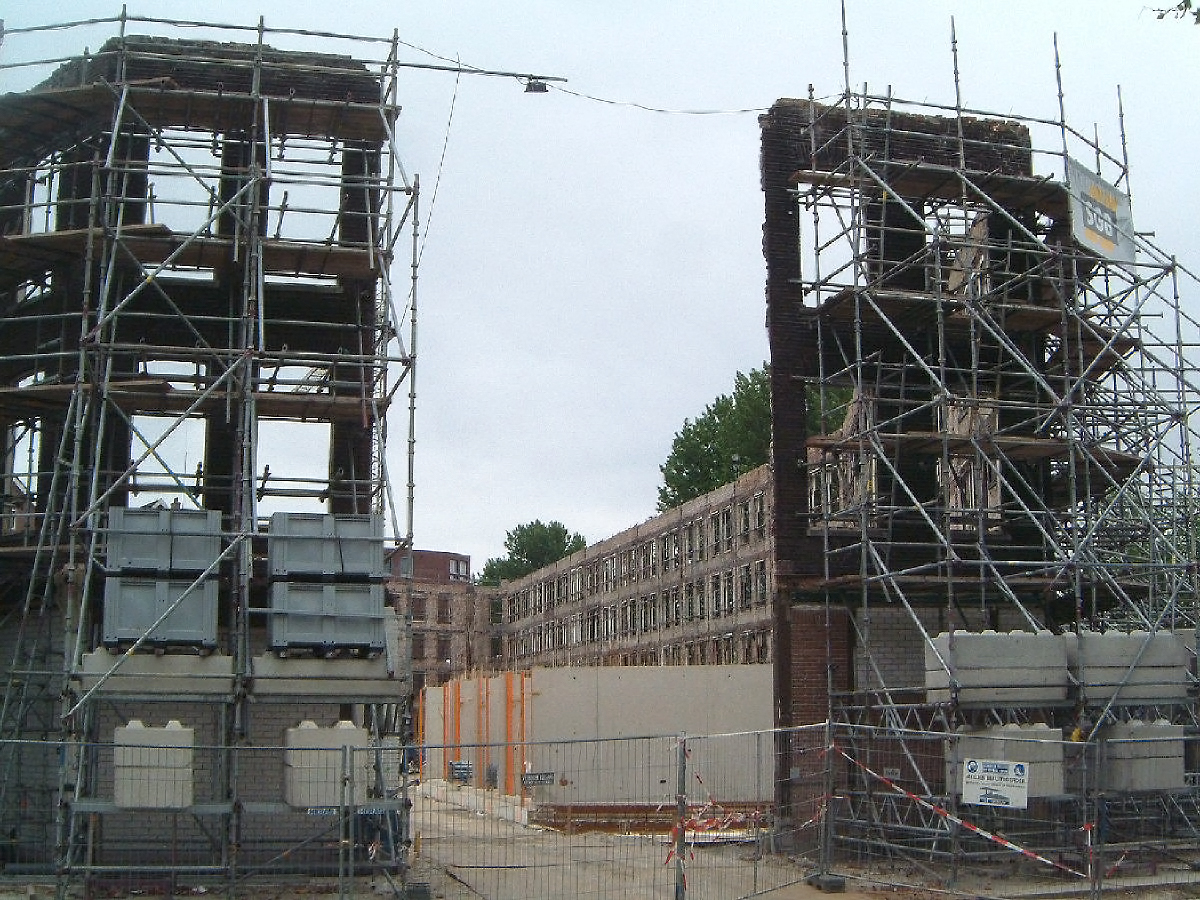
Behouden gevel van een verder gesloopt pand, Noordereiland (Rotterdam)

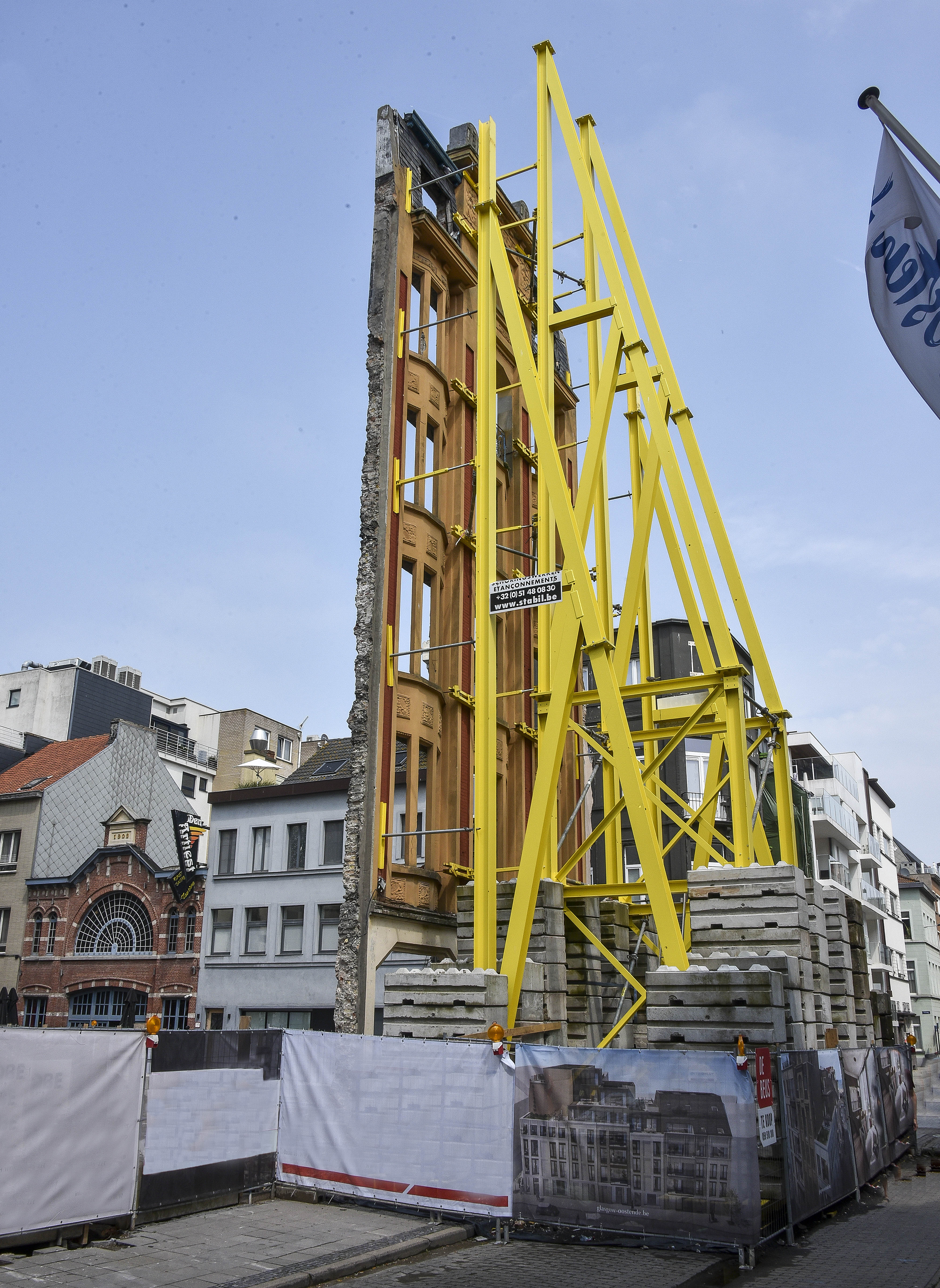
Façadisme in Oostende

Façadisme is de praktijk van het ontwerpen en bouwen van een gebouw los van de gevel (façade) of meer specifiek het behouden van een bestaande gevel en erachter een nieuwbouw optrekken.
Op deze wijze wordt vaak  een compromis gesloten tussen monumentenzorg en de sloopwensen van projectontwikkelaars.
Het façadisme staat onder kritiek van monumentenzorgers omdat het slechts de buitenkant van een gebouw bewaart en de kern van het pand vernielt. Ook wordt de combinatie van een oude gevel en een modern pand soms weinig esthetisch gevonden.

## Trivia
- In De muren van Samaris uit de stripboekenreeks De Duistere Steden is het façadisme een belangrijk thema.